# Prager literaturwissenschaftlicher Strukturalismus
Der Prager literaturwissenschaftliche Strukturalismus gilt als wichtige literaturtheoretische Strömung, die seit den 1930er Jahren entscheidenden Einfluss auf die Herausbildung der Literaturwissenschaft als moderne Normalwissenschaft genommen hat.
In Abgrenzung gegenüber der positivistisch und kausal-genetisch geprägten philologischen Tradition sowie im Anschluss an den Russischen Formalismus, den er weiterzuentwickeln versuchte, traten die Repräsentanten des Prager literaturwissenschaftlichen Strukturalismus für eine strenge Verwissenschaftlichung der Literaturwissenschaft ein, die man vor allem mittels systematischer Methodenreflexion und Theoriebildung zu erreichen können glaubte. Dabei übernahmen die mehrheitlich tschechischen Hauptvertreter dieser Richtung neben formalistischen Sichtweisen auch wesentliche Grundannahmen und Begriffe aus dem Werk des Genfer Sprachwissenschaftlers Ferdinand de Saussure und versuchten, die damals neuartigen Erkenntnisse der strukturalen Linguistik der Prager Schule bzw. des Prager Linguistenkreises um den russischen Semiotiker Roman Jakobson und Nikolai Sergejewitsch Trubetzkoy auf literarische Phänomene wie etwa die Literaturgeschichte, die Poetik oder das System literarischer Gattungen zu übertragen.
Bis heute gilt der Prager literaturwissenschaftliche Strukturalismus als fester Bestandteil des literaturwissenschaftlichen Methodenkanons, wenngleich seine westliche Rezeption u. a. durch die Sprachbarriere zwischen dem Tschechischen und westeuropäischen Sprachen sowie später den Eisernen Vorhang so stark verzögert wurde, dass eine intensivere Beschäftigung etwa der Germanistik mit seinen Leitideen erst erfolgte, als das strukturalistische Paradigma insgesamt bereits erheblich an Bedeutung eingebüßt hatte und u. a. schon von neueren poststrukturalistischen, diskursanalytischen und systemtheoretischen Sichtweisen abgelöst worden war.

## Grundlagen
Grundsätzlich gehen die Prager Strukturalisten, die vor allem im zweiten und dritten Viertel des 20. Jahrhunderts in Gestalt der tschechoslowakischen Literaturwissenschaftler Jan Mukařovský (1891–1975) und Felix Vodička (1909–1974) in Erscheinung traten, davon aus, dass literarische Werke nicht als unmittelbarer Ausdruck der frei schöpferischen und souveränen Autorenpsyche zu verstehen seien. Stattdessen behaupten sie, dass der Literaturbetrieb wesentlich von überindividuellen Produktionsbedingungen und strukturellen Zwängen geprägt ist und daher literarische Werke primär als soziale Fakten bzw. Tatsachen zu behandeln seien, nicht aber als Ausdruck schöpferischer Genies, wie es seit der Romantik meist üblich war.
Später dann erfolgte eine Annäherung an die hermeneutische Rezeptionsästhetik der sog. „Konstanzer Schule“ und damit ein Aufweichen des anfänglichen strikten Antipsychologismus vor allem bei Vodička.